# Brian Kelley
Brian Kelley (Darien, 18 de abril de 1972) é um roteirista e produtor de televisão estadunidense. Ele é mais conhecido por seu trabalho na série de televisão animada Os Simpsons. Também escreveu roteiros para NewsRadio, Futurama, Joey e Saturday Night Live.

## Biografia
Brian Kelley se graduou com honras na Escola Secundária de Darien em Connecticut e, em 1990, ingressou na Universidade Harvard como licenciado em física. Ele se tornou roteirista de televisão quatro anos depois.

## Créditos

### Episódios deOs Simpsons
Kelley escreveu os seguintes episódios:
- "Treehouse of Horror XIII" (2002)
- "A Star Is Born Again" (2003)
- "Margical History Tour" (2004)
- "Lisa the Drama Queen" (2009)
- "Postcards from the Wedge" (2010)
- "Moms I'd Like to Forget" (2011)
- "Treehouse of Horror XXIII" (coescrito com David Mandel, 2012)
- "Homer Goes to Prep School" (2013)
- "Specs and the City" (2014)
- "Brick Like Me" (2014)
- "The Princess Guide" (2015)
- "The Marge-ian Chronicles" (2016)
- "The Serfsons" (2017)
- "Lisa Gets the Blues" (coescrito com David Silverman, 2018)
- "101 Mitigations" (coescrito com Dan Vebber, 2019)
- "Woo-Hoo Dunnit?" (2019)
- "Livin la Pura Vida" (2019)
- "Wad Goals" (2021)
- "The Longest Marge" (2022)

### Episódios deFuturama
- "Love's Labours Lost in Space" (1999)

## Prêmios e indicações
| Ano  | Trabalho indicado | Episódio                    | Prêmio                         | Categoria                  | Resultado | Ref.  |
| ---- | ----------------- | --------------------------- | ------------------------------ | -------------------------- | --------- | ----- |
| 2012 | Os Simpsons       | "Treehouse of Horror XXIII" | Writers Guild of America Award | Melhor Roteiro de Animação | Indicado  | [ 2 ] |
| 2014 | Os Simpsons       | "Brick Like Me"             | Writers Guild of America Award | Melhor Roteiro de Animação | Venceu    | [ 3 ] |
| 2017 | Os Simpsons       | "The Serfsons"              | Writers Guild of America Award | Melhor Roteiro de Animação | Indicado  | [ 4 ] |
| 2019 | Os Simpsons       | "Livin La Pura Vida"        | Writers Guild of America Award | Melhor Roteiro de Animação | Indicado  | [ 5 ] |